# Lopidium struthiopteris
Lopidium struthiopteris är en bladmossart som beskrevs av Fleischer 1908. Lopidium struthiopteris ingår i släktet Lopidium och familjen Hookeriaceae. Inga underarter finns listade i Catalogue of Life.